# Czułym (obwód nowosybirski)
Czułym (ros. Чулым) – rzeka w azjatyckiej części Rosji, w obwodzie nowosybirskim. Wpada do jeziora Małyje Czany.
Długość – 392 km, powierzchnia dorzecza 17 900 km².
Dopływy: Kargat
Nad Czułymem leży miasto Czułym.